# Altholz

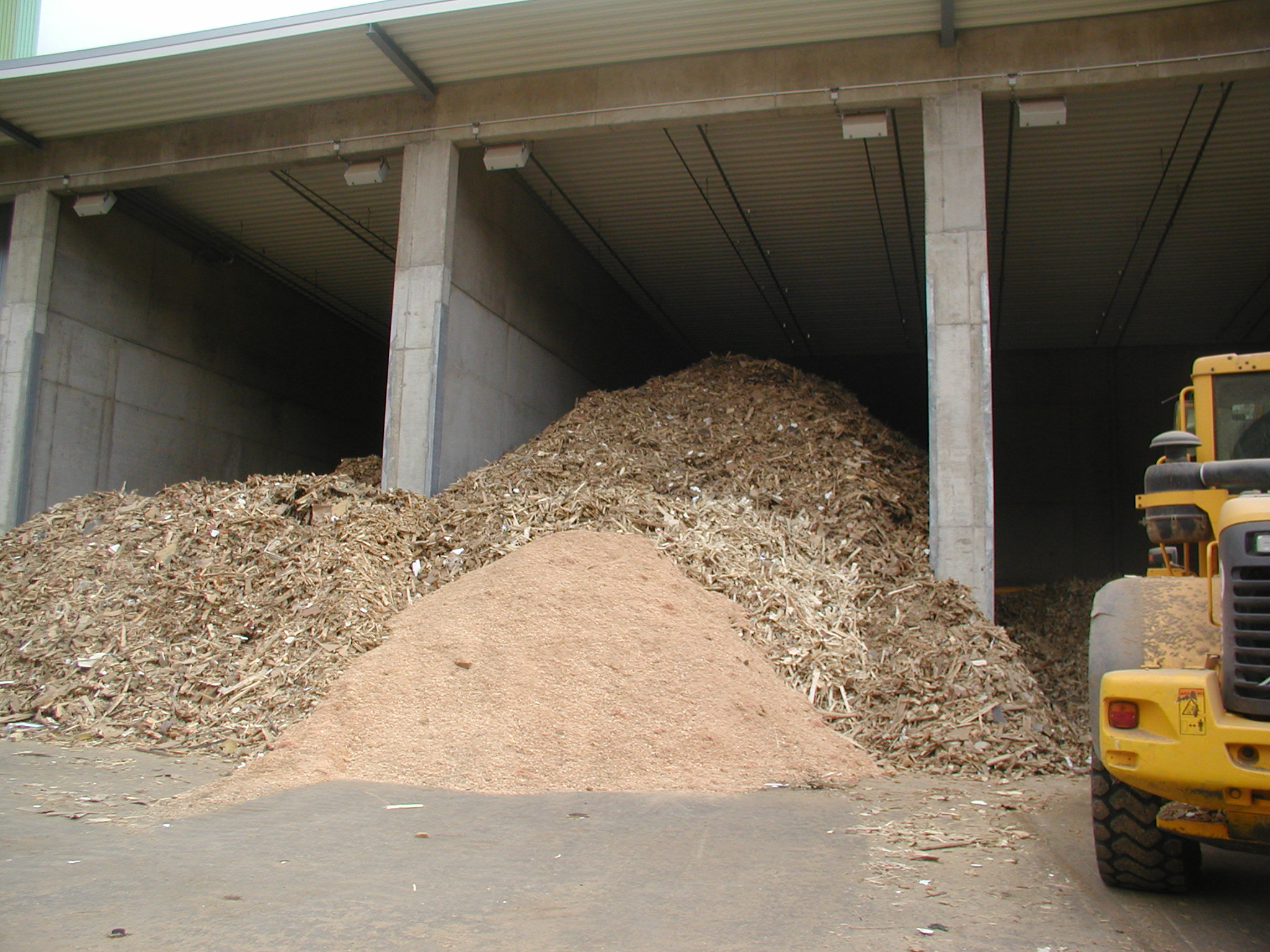
Geschreddertes Altholz

Als Altholz gemäß Altholzverordnung bezeichnet man Holz, das bereits einem Verwendungszweck zugeführt worden war und als Abfall zur Altholzentsorgung oder als Sekundärrohstoff bereitsteht. Altholz kann stofflich, zum Beispiel in der Holzwerkstoffindustrie für Spanplatten, oder thermisch verwertet werden.

## Definition Deutschland
Laut § 2 Nr. 1 der deutschen Verordnung über Anforderungen an die Verwertung und Beseitigung von Altholz (Altholzverordnung) handelt es sich bei Altholz um „Industrierestholz und Gebrauchtholz, soweit dieses Abfall im Sinne des § 3 Abs. 1  Kreislaufwirtschafts- und Abfallgesetzes (KrWG) ist“. Nach dieser Regelung sind Abfälle im Sinne des Abfallgesetzes „alle beweglichen Sachen, […] deren sich ihr Besitzer entledigt, entledigen will oder entledigen muss.“
§ 2 Nr. 2 und Nr. 3 AltHolzV unterscheidet Industrieholz und Gebrauchsholz. Industrierestholz sind in Betrieben der Holzbe- oder -verarbeitung anfallende Holzreste sowie anfallende Verbundstoffe mit überwiegendem Holzanteil (mehr als 50 Masseprozent). Gebrauchtholz sind gebrauchte Erzeugnisse aus Massivholz, Holzwerkstoffen oder aus Verbundstoffen mit überwiegendem Holzanteil (mehr als 50 Masseprozent). Während die Gebrauchthölzer klar als Abfälle am Ende ihrer Lebensdauer verstanden werden, ist diese Einordnung für Industrieresthölzer schwieriger.
So sind mit der Neuordnung des Kreislaufwirtschaftsgesetz Sägenebenprodukte eindeutig kein Abfall mehr. Das Gesetz nimmt in § 4 KrWG erstmals den Begriff „Nebenprodukte“ auf.
Für die Säge- und Holzindustrie ist das insofern von Bedeutung, da Sägenebenprodukte bisher nur über eine Auslegung des Begriffes „Produkte“ und der Tatsache, dass kein Entledigungswille vorliegt und Sägenebenprodukte gezielt nach Vorgaben des Marktes erzeugt werden, die Produkteigenschaft definiert wurde. Der nunmehr in das Gesetz aufgenommene Begriff „Nebenprodukte“ führt in den Fällen der in der Säge- und Holzindustrie üblichen Koppelproduktion zu einer Klarstellung des Abfallbegriffes.
Bereits in der Begründung für die Verordnung über die Entsorgung von Altholz (AltholzV) hatte das Bundeskabinett am 6. Februar 2002 auf Vorlage der Länderarbeitsgemeinschaft Abfall (LAGA) festgestellt, dass als Altholz nicht erfasst wird: „Restholz, das als Koppel- oder Nebenprodukt einzustufen ist, zum Beispiel Späne aus Sägewerken oder Schwachholz aus Durchforstung“. In der Erläuterung, Besonderer Teil Artikel 2.1 (zu § 1 Anwendungsbereich) wird weiter ausgeführt: „Damit fällt insbesondere unbelastetes Industrierestholz (zum Beispiel Späne aus Sägewerken), welches nach Auffassung des Erzeugers oder Besitzers unter Berücksichtigung der Verkehrsanschauung als so genanntes Koppel- oder Nebenprodukt einzustufen ist (vergleiche § 3 Abs. 1 Satz 1 i.V.m. Abs. 3 KrW-/AbfG 1994) nicht in den Anwendungsbereich der [Altholz-] Verordnung“. Entsprechendes gilt für so genanntes Waldrestholz (bei der Durchforstung anfallendes Schwachholz).

## Definition Österreich
Das österreichische Abfallwirtschaftsgesetz definiert im § 2. (1) Abfälle im Sinne dieses Bundesgesetzes sind bewegliche Sachen,
1. deren sich der Besitzer entledigen will oder entledigt hat oder
2. deren Sammlung, Lagerung, Beförderung und Behandlung als Abfall erforderlich ist, um die öffentlichen Interessen (§ 1 Abs. 3) nicht zu beeinträchtigen.

Etwas weiter unten im § 2.:
(3) Eine geordnete Sammlung, Lagerung, Beförderung und Behandlung im Sinne dieses Bundesgesetzes ist jedenfalls solange nicht im öffentlichen Interesse (§ 1 Abs. 3) erforderlich, solange
1. eine Sache nach allgemeiner Verkehrsauffassung neu ist oder
2. sie in einer nach allgemeiner Verkehrsauffassung für sie bestimmungsgemäßen Verwendung steht.

Das bedeutet also, dass es neben dem Altholz das als Abfall gilt, auch Altholz gibt, das nicht als Abfall eingeordnet werden kann, nämlich dann, wenn diese Sachen in der für sie bestimmungsmäßigen Verwendung stehen.
Beispiele gibt es viele:
Jagdstuben, die man als solche weiterverwenden kann, auch wenn Änderungen daran erfolgen. Oder Jagdhäuser aus Altholz, die demontiert und an anderer Stelle wieder aufgebaut werden oder deren Material zur Verkleidung von neuen Bauwerken dienen. Oder Kirchenbänke, die man komplett weiter verwenden kann.
Echtes, unbehandeltes Altholz hat auch noch dazu wesentliche Vorteile gegenüber neuem Holz: Es ist abgelagert ohne Schadstoffe gewachsen, sofern es mehr als etwa 100 Jahre alt ist und es wurde zum richtigen Zeitpunkt geschlägert, so dass seine Eigenschaften optimal für seine Bestimmung ist.

## Altholzkategorien nach deutscher Abfallverordnung
Aufgrund der unterschiedlichen Herkünfte von Althölzern kann Altholz in unterschiedlichem Maß mit Fremdstoffen belastet sein. Aus diesem Grund wird das Holz in § 2 Nr. 4 AltHolzV in vier Altholzkategorien aufgeteilt:
- A I – naturbelassenes Holz, das lediglich mechanisch bearbeitet wurde,
- A II – verleimtes, gestrichenes, beschichtetes, lackiertes oder anderweitig behandeltes Altholz ohne halogenorganische Verbindungen in der Beschichtung und ohne Holzschutzmittel,
- A III – Altholz mit halogenorganischen Verbindungen in der Beschichtung ohne Holzschutzmittel,
- A IV – mit Holzschutzmitteln behandeltes Altholz, wie Bahnschwellen, Leitungsmasten, Hopfenstangen, Rebpfähle, sowie sonstiges Altholz, das aufgrund seiner Schadstoffbelastung nicht den Altholzkategorien A I bis A III zugeordnet werden kann, ausgenommen PCB-Altholz. In der Regel handelt es sich um Hölzer aus dem Außenbereich, die zum Schutz mit Holzschutzmitteln behandelt wurden.

Hinzu kommt die Einstufung als PCB-haltiges Altholz. Dies ist Altholz, das polychlorierte Biphenyle im Sinne der PCB/PCT-Abfallverordnung enthält und nach deren Vorschriften zu entsorgen ist. Dabei handelt es sich insbesondere um Dämm- und Schallschutzplatten, die mit Mitteln behandelt wurden, die polychlorierte Biphenyle enthalten (§ 2 Nr. 5 AltHolzV).
Um die Nutzung der Materialien zu vereinfachen, wird versucht, verschiedene Altholzströme getrennt zu halten und so eine Durchmischung der unterschiedlichen Qualitäten zu verhindern. Die Qualität der einzelnen Holzfraktionen kann zudem durch technische Sortierverfahren verbessert werden, beispielsweise durch Windsichtung von Altholzschnitzeln zur Aussortierung von Beschichtungsresten.

## Aufkommen
Der überwiegende Teil des Altholzes wird separat gesammelt und entsorgt. Weitere Altholzaufkommen, die vormals in Mischabfällen deponiert wurden, werden seit 2005 separat gesammelt, da die im Juni 2005 rechtsgültig gewordene Ablagerungsverordnung die Deponierung von unbehandelten Abfällen aus Haushalten und Gewerben gesetzlich verbietet. In Deutschland fallen jährlich etwa 95 kg Altholz pro Einwohner an, von denen 65 kg getrennt gesammelt werden. Dieses Aufkommen ergibt eine jährliche Gesamtmenge von etwa 8 Millionen Tonnen (2003), von denen etwa 5,4 Millionen Tonnen separat gesammelt werden. Es verteilt sich auf Abfälle der Holzindustrie (2,441 Millionen Tonnen, vollständig gesondert gesammelt), Bauabfälle (3,623 Millionen Tonnen, davon 2,348 Millionen Tonnen gesondert gesammelt), Siedlungsabfälle (974.000 Tonnen, davon 385.000 Tonnen gesondert gesammelt) und Verpackungsabfälle (891.000 Tonnen, davon 229.000 Tonnen gesondert gesammelt).

## Nutzung
Die Nutzung von Altholz kann sowohl energetisch als auch stofflich erfolgen, wobei in Deutschland aktuell (2009) die energetische Nutzung mit etwa zwei Drittel des Aufkommens überwiegt. Europaweit wurden getrennt erfasste Altholzaufkommen zu etwa 34 % energetisch und zu etwa 38 % stofflich genutzt, die verbleibenden 28 % wurden anderweitig genutzt, beispielsweise durch Kompostierung und als Mulchgrundstock.

### Energetische Nutzung
In der energetischen Nutzung ist Altholz vor allem durch die Verbrennung in Biomasseheizwerken oder Biomassekraftwerken zur Erzeugung von Elektrizität und Wärme relevant. Dabei darf entsprechend der Altholzklassifizierung A-I-Holz in allen Anlagengrößen verfeuert werden, während A-II- bis A-IV-Holz nur in Anlagen über 1 MW Feuerungswärmeleistung genutzt werden kann. Bei A-II-Holz ist zusätzlich eine Verbrennung in Kleinfeuerungsanlagen der holzverarbeitenden Industrie genehmigt. A-III- und A-IV-Holzverbrennungen erfordern umfangreiche Abgasreinigungstechnologien, die über die Bundes-Immissionsschutzverordnung (17. BImschV) geregelt werden und die eine wirtschaftliche Verbrennung aufgrund des hohen technischen Aufwandes erst ab 10 MW Feuerungswärmeleistung ermöglichen.
Eine weitere energetische Nutzung stellt die Verbrennung als Sekundärbrennstoff in Feuerungsanlagen dar, die primär über fossile Energieträger befeuert werden (Kofeuerung). Diese spielt in Deutschland insbesondere in der Zementindustrie eine Rolle.

### Stoffliche Nutzung

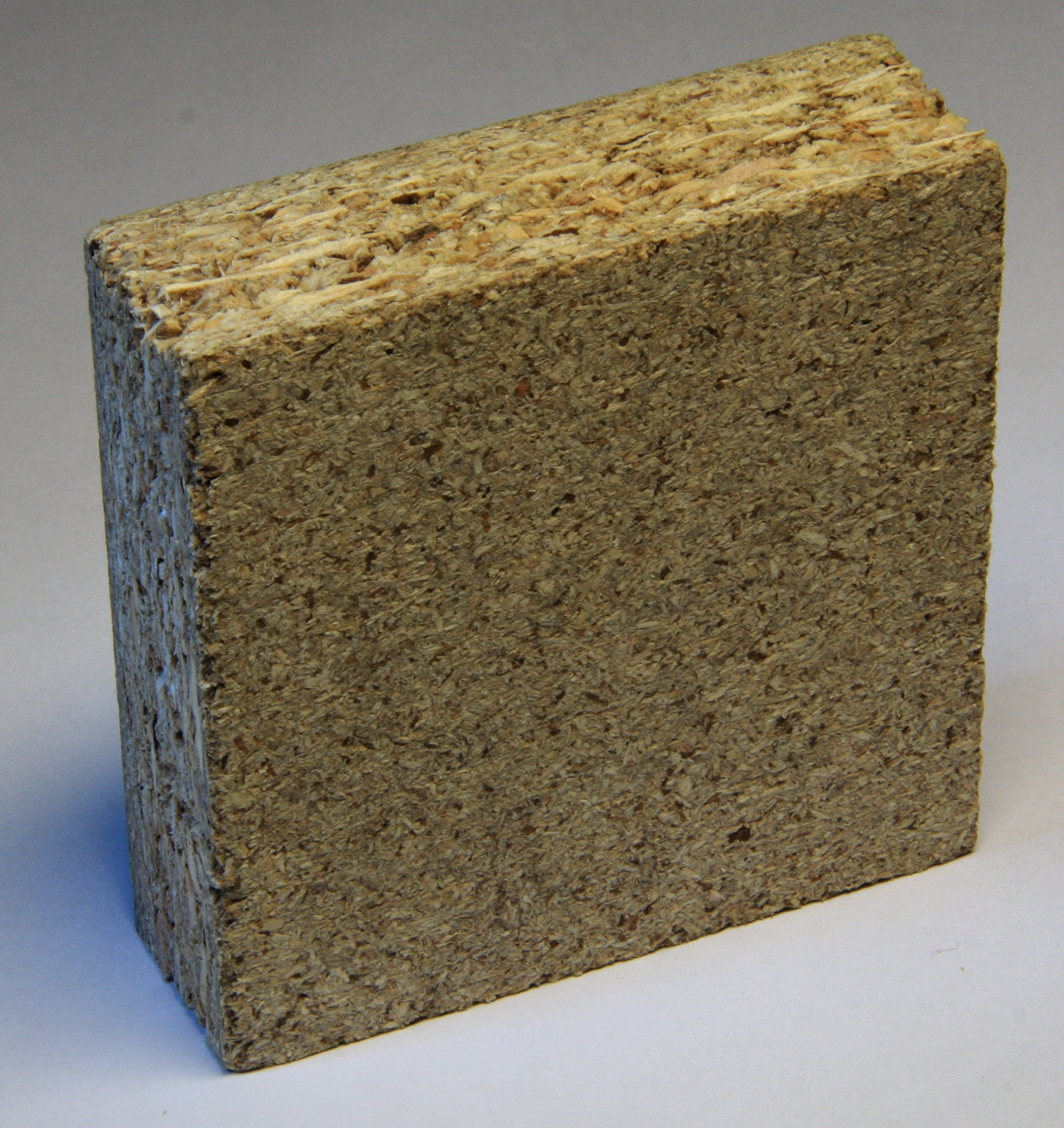
Spanplatten stellen die wichtigste stoffliche Nutzung für Altholz dar

Altholz kann insbesondere in der Holzwerkstoffindustrie stofflich genutzt werden, wobei unbehandelt nur der Einsatz von A-I- und A-II-Hölzern uneingeschränkt möglich ist. A-III-Hölzer können nur verwendet werden, wenn vor der Verwendung Lackierungen und Beschichtungen entfernt werden. Es bestehen nur sehr wenige Anlagen zur Aufbereitung von A-III-Hölzern (in Deutschland nur eine). A-IV- und PCB-belastete Althölzer sind nicht für eine stoffliche Weiternutzung zugelassen.
Verwendung finden aufbereitete Althölzer vor allem bei der Produktion von Pressholzformteilen (Pressholzpaletten), Spanplatten und seltener bei der Herstellung von Mitteldichten Holzfaserplatten (MDF-Platten), wobei insgesamt pro Jahr in Deutschland zwischen 1,7 und 3,0 Millionen Tonnen Altholz entsprechend verarbeitet werden. In geringen Mengen finden Altholzspäne auch Verwendung in Nischenanwendungen, beispielsweise als Tiereinstreu in Reitsporthallen. Neben diesen Verwendungen ist über die Altholzverordnung auch die Nutzung von Altholz zur Herstellung von Synthesegas als Rohstoff für die chemische Industrie oder die Herstellung von Aktivkohle beziehungsweise Industrieholzkohle vorgesehen (§ 2 Nr. 7 lit. c AltHolzV).
Vereinzelt wird Altholz auch wieder als Baustoff eingesetzt. Bei der Sanierung von Fachwerkbauten gilt der Einsatz von Altholz als sinnvoll. Auch im Neubau wird Altholz gelegentlich wiederverwendet, hier geben je nach Bauherr entweder ästhetische oder ökologische Aspekte den Anstoß. Daneben wird Altholz auch eingesetzt, um bei Möbeln oder im Innenausbau einen rustikalen Ausdruck zu erzeugen. Hierbei wird das Altholz entweder in der originalen Form als Balken, Bohle oder Brett verarbeitet oder aber in Form von Mehrschichtplatten mit einer Deckschicht aus Altholz. Altholz wird einerseits über den Holzgroßhandel an Tischler und Zimmerer geliefert, findet aber auch über Baumärkte den Weg direkt zum Endverbraucher.